# Richard Osbaldeston
Richard Osbaldeston (6 janvier 1691 - 15 mai 1764) est un ecclésiastique de l'Église d'Angleterre, évêque de Carlisle de 1747 à 1762 et évêque de Londres de 1762 à 1764.

## Biographie
Osbaldeston est né à Hunmanby, dans le Yorkshire, le 6 janvier 1690/1, deuxième fils de Richard Osbaldeston et de sa seconde épouse Elizabeth, fille de John Fountayne de Melton, dans le Yorkshire. Richard est le chef de la branche du Yorkshire d'une vieille famille du Lancashire, fils de William Osbaldeston, fils de Richard Osbaldeston, procureur général d'Irlande (arrière-grand-père de l'évêque Osbaldeston). Deux des frères de l'évêque Osbaldeston (William et Fountayne) sont députés de Scarborough, l'ancienne circonscription de leur grand-père. Par sa grand-mère paternelle Anne Wentworth, il est apparenté à Thomas Wentworth, 1er comte de Strafford, Lord Deputy d'Irlande, avec qui le procureur général a été étroitement associé.
Il fait ses études à la Beverley Grammar School et s'inscrit au St John's College de Cambridge en 1707, obtenant son BA en 1711, son MA en 1714 et son DD en 1726. Il est membre de Peterhouse, Cambridge de 1714 à 1717.
Il est aumônier des rois Georges Ier et Georges II, et précepteur du roi Georges III. Au sein de l'Église, il occupe plusieurs fonctions suivantes : 
- Recteur de Hinderwell, North Riding of Yorkshire, 1714–1747
- Vicaire de Hunmanby, East Riding of Yorkshire, 1715–1762
- Recteur de Folkton, East Riding of Yorkshire, 1727–1762
- Doyen d'York, 1728–1747
- Évêque de Carlisle, 1747–1762
- Évêque de Londres, 1762-1764, et doyen de la Chapelle royale

Il devient évêque de Carlisle en 1747. Il ne réside pratiquement pas à Carlisle et néglige le diocèse, laissant la cathédrale de Carlisle et la résidence épiscopale de Rose Castle en désordre. Il n'est pas très estimé comme évêque, mais il est transféré à Londres en 1762, « à la grande joie de personne, à ma connaissance », selon Richard Hurd, tandis que l'archevêque Thomas Secker le considère « en tout point inapte à la situation ». En tant qu'évêque de Londres, il s'oppose au projet de commémorer un ancien lord-maire par une statue dans la cathédrale Saint-Paul, malgré l'approbation de l'archevêque Secker, au motif que de tels monuments ne faisaient pas partie du projet de Christopher Wren.